# Seminole (Floride)
Pour les articles homonymes, voir Seminole.
Seminole est une ville américaine située dans le comté de Pinellas en Floride.

## Démographie
| 1980  | 1990  | 2000   | 2010   | - | - |
| ----- | ----- | ------ | ------ | - | - |
| 4 586 | 9 251 | 10 890 | 17 233 | - | - |

Selon le recensement de 2010, Seminole compte 17 233 habitants. La municipalité s'étend sur 5,64 milles carrés (14,61 km2), dont 5,10 milles carrés (13,21 km2) de terres.